# Zastocze (województwo podlaskie)
Zastocze – wieś w Polsce, położona w województwie podlaskim, w powiecie monieckim, w gminie Krypno.
W latach 1975–1998 wieś należała administracyjnie do województwa białostockiego.
Wieś królewska (sioło), należąca do wójtostwa krypińskiego starostwa knyszyńskiego w 1602 roku, położona była w 1795 roku w ziemi bielskiej województwa podlaskiego. 
Wierni kościoła rzymskokatolickiego należą do parafii Narodzenia Najświętszej Maryi Panny w Krypnie.